# Kjeld Bonfils
Kjeld Bonfils (* 23. August 1918 in Kopenhagen; † 12. Oktober 1984 in Frederiksberg) war ein dänischer Jazzmusiker (Piano, auch Vibraphon, Gesang).

## Leben und Wirken
Bonfils spielte ab 1940 in der Formation All Danish Starnab, in der Besatzungszeit mit Svend Asmussen (1940–43) und Cecil Aagaard. Unter eigenem Namen nahm er erstmals 1941 in Kopenhagen für Odeon auf; es folgten bis 1944 eine Reihe von 78ern wie Chinatown, My Chinatown, Sweet Georgia Brown und Silly Sally from Tin-Pan Alley sowie Eigenkompositionen wie How Boogie How. Zwischen 1943 und 1945 war er Mitglied von Peter Rasmussen’s Kvintet. Daneben arbeitete er mit Thore Jederby, Leo Mathisen und Angelise Rune's Swingkvartet. Nach dem Krieg war er in Schweden mit den Harlem Kiddies tätig, aber auch mit eigenem Orchester. 1945 nahm er in Septett-Besetzung in Stockholm auf; im Kjeld Bonfils Orkester spielten Rolf Ericson, Sven Hedberg (tb), Stan Hasselgård, Sven Stiberg (g), Simon Brehm (b) und Pedro Biker (dr). 1953 und 1957 nahm er weitere Titel in Kopenhagen auf (wie Cheek to Cheek  und The Way You Look Tonight), zuletzt mit dem Sänger Freddy Albeck. Im Bereich des Jazz war er zwischen 1940 und 1957 an 58 Aufnahmesessions beteiligt. Seine musikalischen Vorbilder waren Earl Hines, Billy Kyle, Art Tatum, James P. Johnson, Teddy Wilson und Fats Waller.

## Diskographische Hinweise
- First Recordings 1941-1945 Volume One (Music Mecca, ed. 2004)
- Dansk Guldalderjazz Vol. 2-4 (EMI, ed. 2009)